# Full-size car
Full-size car är en marknadsföringsterm som används i USA och Kanada för att beskriva bilar större än klassen Mid-size. I Europa räknas klassen som större än storbilsklassen och är ovanlig. I Tyskland 2010 var endast en halv procent av nysålda bilar i Full-size-klassen.